# Pałac Prezydencki w Groznym
Pałac Prezydencki w Groznym – oficjalna rezydencja prezydenta Czeczeńskiej Republiki Iczkerii, Dżochara Dudajewa. Został uszkodzony podczas I wojny czeczeńskiej w 1995 roku, a ostatecznie zniszczony przez wojska rosyjskie w 1996 roku.

## Historia

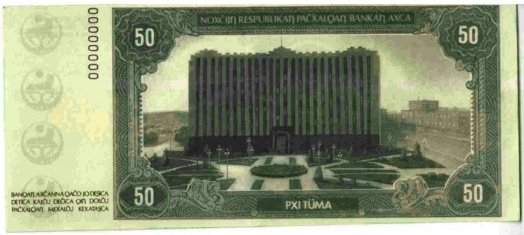
Rewers 50 naharów

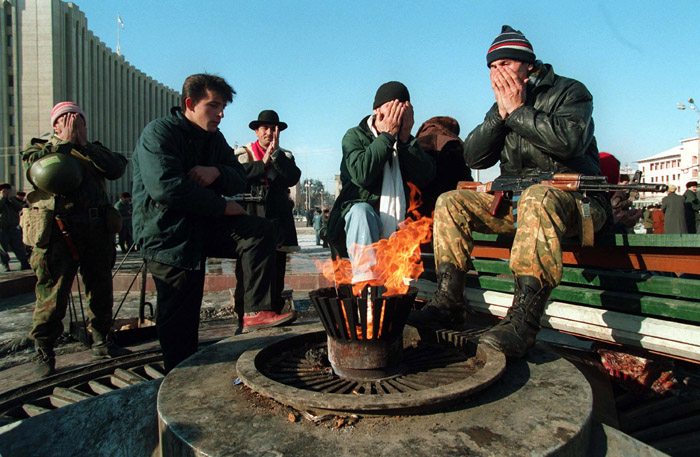
Czeczeńscy bojownicy modlący się przy wiecznym zniczu na placu przed Pałacem Prezydenckim w grudniu 1994 roku

W czasach sowieckich 11-piętrowy budynek służył jako siedziba Czeczeńsko-Inguskiego Komitetu Obwodowego KPZR, rządzącego w Czeczeńsko-Inguskiej ASRR.
Po rozpadzie ZSRR i towarzyszącym mu puczu Janajewa władzę w Czeczenii przejął Dżochar Dudajew, który 1 listopada 1991 roku ogłosił niepodległość Czeczeńskiej Republiki Iczkerii. W tym samym roku zmieniono nazwę placu Lenina na plac Szejka Mansura.
W 1994 roku wybuchła I wojna czeczeńska, a 31 grudnia rozpoczął się szturm rosyjskiej armii na Grozny. Trzy zgrupowania miały spotkać się przed Pałacem Prezydenckim, jednak Czeczeni odparli atak. 1 stycznia 1995 roku przed budynkiem zebrano zdobyte pojazdy i uzbrojenie. Wojska rosyjskie pod dowództwem gen. Lwa Rochlina zdobyły Pałac Prezydencki 19 stycznia 1995 roku.
Od 4 do 10 lutego 1996 roku przez zniszczony Grozny przemaszerowały tysiące pokojowych demonstrantów, którzy następnie założyli obóz na placu Szejka Mansura (nazywanym wtedy Placem Wolności). 9 lutego protestujący zostali ostrzelani przez rosyjskie wojska i czeczeńską prorosyjską milicję. Pałac Prezydencki jako symbol czeczeńskiego oporu został wysadzony 15 lutego 1996 roku na rozkaz Doku Zawgajewa, szefa prorosyjskiego Rządu Ocalenia Narodowego.
W 1994 roku władze Czeczenii planowały wprowadzić własną walutę – nahar. Na rewersie banknotu 50 naharów miał widnieć Pałac Prezydencki.
Obecnie w miejscu Pałacu Prezydenckiego znajdują się plac Achmata Kadyrowa i meczet Achmada Kadyrowa, zwany też „sercem Czeczenii”.